# Leszek Górski
Leszek Jan Górski (* 19. August 1961 in der Olsztyn; † 21. Mai 2025) war ein polnischer Schwimmer.

## Biografie
Leszek Górski gewann in seiner Karriere 13 nationale Meistertitel und stellte 32 Landesrekorde auf. Er nahm an den Weltmeisterschaften 1978 teil. Ein Jahr später hatte er eine Operation am linken Knie, erholte sich jedoch für die Olympischen Sommerspiele 1980 in Moskau, wo er im Wettkampf über 400 m Lagen Siebter wurde. Bei den Europameisterschaften 1981 konnte er über die gleiche Distanz die Silbermedaille gewinnen. Nach einer zweiten Operation im 1982 konnte er jedoch nicht auf internationaler Ebene auftreten. 1988 beendete er seine Karriere wurde Schwimmtrainer.
Górski lebte nach seiner Karriere in Breslau und verstarb am 21. Mai 2025 im Alter von 63 Jahren.